# عباس‌آباد (بخش مرکزی مشهد)
عباس‌آباد یک روستا در ایران است که در دهستان میان ولایت واقع شده‌است. عباس‌آباد ۱۱۵۶ نفر جمعیت دارد.